# Andijã
Andijã ou Andijom (em usbeque: Andijon / Андижон; em persa: اندیجان‎; romaniz.: Andīǰān; em russo: Андижан; romaniz.: Andijan) é uma cidade do Usbequistão. Tem 98,9 quilômetros quadrados e em 2020 tinha 441 700 habitantes.